# 精靈老師的廁所在哪裡？
《精靈老師的廁所在哪裡？》是創作的日本漫畫作品。于2024年1月26日發售的《月刊COMIC CUNE》2024年3月號雜誌開始連載，於2025年1月27日發售的《月刊COMIC CUNE》2025年3月號發表最終回。第1冊單行本於2024年7月26日發售。描述從異世界來到人類男校擔任實習老師的精靈由於某些原因而無法在人類的廁所裡大小便，每次有小便的衝動時都感到困擾的故事。

## 單行本
| 冊數 | KADOKAWA      | KADOKAWA           |
| 冊數 | 發售日期      | ISBN               |
| ---- | ------------- | ------------------ |
| 1    | 2024年7月26日 | ISBN 9784046837400 |